# Kleresi
Med kleresi avses det kristna prästerskapet i sin vidaste betydelse. För romersk-katolsk och ortodox del betyder det att den hör till kleresiet som mottagit den klerikala tonsuren eller någon av de lägre vigningarna.